# Anna Weronika Brzezińska
Anna Weronika Brzezińska (ur. 21 października 1977) – polska etnolożka, dr hab. nauk humanistycznych, profesor uczelni Wydziału Antropologii i Kulturoznawstwa Uniwersytetu im. Adama Mickiewicza w Poznaniu, oraz prezeska Polskiego Towarzystwa Ludoznawczego od 2019 roku.

## Życiorys
W 2002 ukończyła studia etnologiczne na Uniwersytecie im. Adama Mickiewicza w Poznaniu, natomiast 13 listopada 2006 obroniła pracę doktorską Kultura regionalna jako przedmiot upowszechniania i animacji kultury (na przykładzie Kociewia, Puszczy Białej i Ziemi Brzozowskiej), 16 maja 2017 habilitowała się na podstawie oceny dorobku naukowego i pracy zatytułowanej Dziedzictwo kulturowe: teoria a praktyka społeczna. Została zatrudniona na stanowisku adiunkta w Instytucie Etnologii i Antropologii Kulturowej na Wydziale Historycznym Uniwersytetu im. Adama Mickiewicza w Poznaniu.
Objęła funkcję profesora uczelni na Wydziale Antropologii i Kulturoznawstwa Uniwersytetu im. Adama Mickiewicza w Poznaniu oraz skarbniczki (od 6 marca 2009), a także specjalistki Komitetu Nauk Etnologicznych na I Wydziale Nauk Humanistycznych i Społecznych Polskiej Akademii Nauk. Jest prezeską Polskiego Towarzystwa Ludoznawczego (kadencja 2019–2023, 2023–). Jest członkinią Wielkopolskiego Towarzystwa Kulturalnego, Stowarzyszenia Instytut im. Oskara Kolberga w Poznaniu, Towarzystwa Miłośników Ziemi Kociewskiej. W 2011 była redaktorką naczelną serii Atlas Polskich Strojów Ludowych.
Od 2015 współpracuje z Wikimedia Polska w rozbudowie treści w polskojęzycznej Wikipedii, włączając w to studentów i studentki poznańskiej etnologii, oraz z instytucjami kultury (Narodowe Muzeum Rolnictwa i Przemysłu Rolno-Spożywczego w Szreniawie, Muzeum Okręgowe Ziemi Kaliskiej).
Jej zainteresowania naukowe to: dziedzictwo kulturowe, szczególnie strój ludowy, transformacje kultury ludowej, w tym etnodizajn, regionalizm i kultura regionalna, muzealnictwo etnograficzne oraz pamięć i niepamięć w krajobrazie wiejskim i miejskim. Realizowała badania naukowe w Wielkopolsce, na Pomorzu (Kociewie i Żuławy), Podlasiu, Podkarpaciu, w kurpiowskiej Puszczy Białej, na Radomszczyznie i w Łódzkiem.

## Publikacje
- 2009: Specjaliści od kultury ludowej?
- 2013: Rola społeczności lokalnej w ochronie niematerialnego dziedzictwa kulturowego na przykładzie Wielkopolski[2]
- 2013: Reifikacja dziedzictwa kulturowego w świetle Konwencji UNESCO z 2003 roku[2]
- 2014: Wyznaczniki współczesnej kultury regionalnej Żuław[2]
- 2014: Made in „Polish village” – modern ethno-design vs. traditional culture of Polish countryside[2]
- 2015: Historical and social considerations of cultural institutions in Poland in relation to proposal for intangible cultural heritage safeguarding system in Poland[2]